# ミゲル・リッフォ
ミゲル・アウグスト・リッフォ・ガライ（西: Miguel Augusto Riffo Garay、1981年6月21日 - ）は、チリ出身の元サッカー選手、サッカー指導者。元チリ代表である。ポジションはDF。

## 経歴
CSDコロコロの下部組織出身で、2001年にデビューしてキャプテンも務めた。2011年にサンティアゴ・モーニングに移籍した。
2007年のコパ・アメリカではブラジル戦の1試合に出場した。

## 所属クラブ
- 2001-2011  CSDコロコロ
- 2011  サンティアゴ・モーニング

## 指導歴
- 2015-2016  ウニオン・ラ・カレラ
- 2018  デポルテス・イキケ

## タイトル
- CSDコロコロ
  - プリメーラ・ディビシオン (7) : クラウスーラ2002, アペルトゥーラ2006, クラウスーラ2006, アペルトゥーラ2007, クラウスーラ2007, クラウスーラ2008, クラウスーラ2009